# Frank Gersch
Frank Gersch (* 13. März 1961 in Wuppertal, Deutschland) ist ein ehemaliger deutscher Handballspieler.
Frank Gersch spielte meist im linken Rückraum. In seiner Jugend begann er beim CDG Wuppertal in seinem Heimatort Wuppertal mit dem Handball. Im November 1980 wurde er als Oberliga-Spieler von Bundestrainer Vlado Stenzel in die Nationalmannschaft berufen. In der 1. Bundesliga spielte er beim TUSEM Essen, dem THW Kiel (ab 1985) und beim VfL Bad Schwartau.
Sein Sohn Rasmus hat ebenfalls Handball gespielt.